# ロトルア博物館

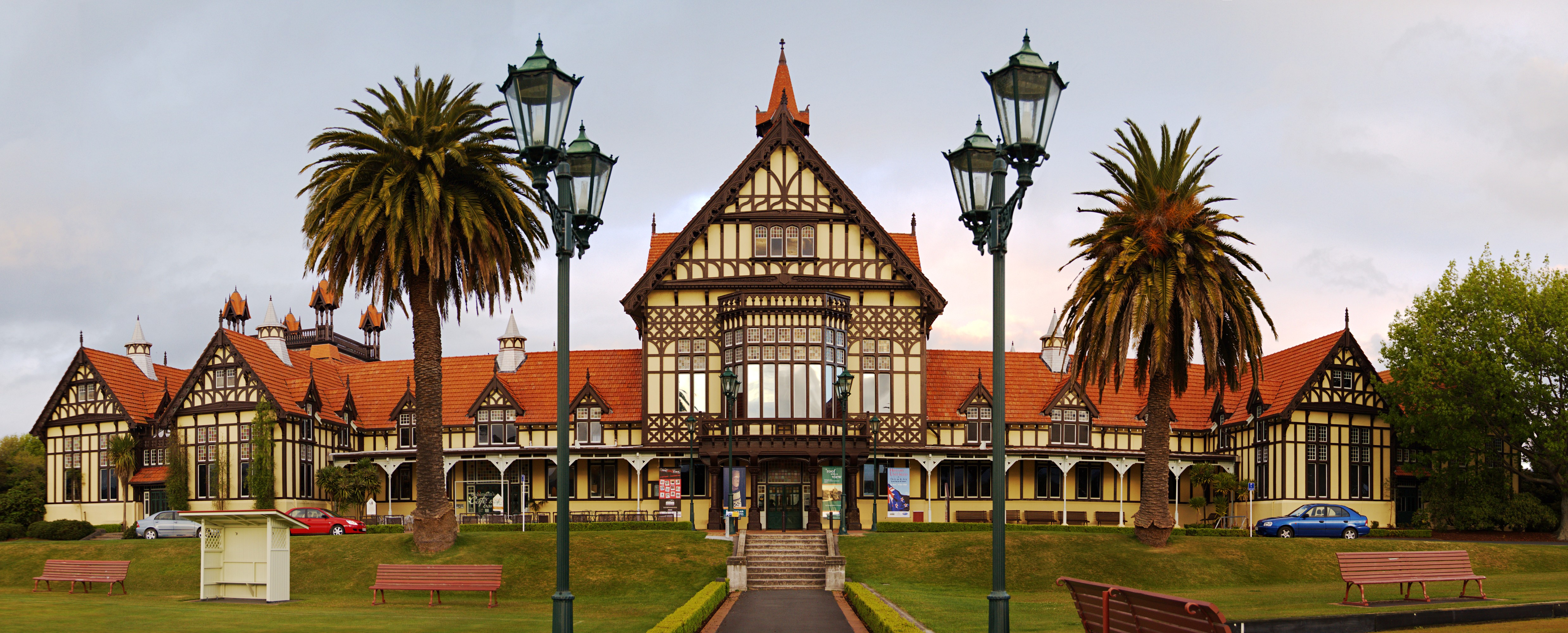
ガバメント・ガーデンズから見た元温泉保養所だった木造の枠組みのあるロトルア博物館の正面からの全景.

ロトルア博物館(Rotorua Museum Te Whare Taonga o Te Arawa)は、ニュージーランドのロトルアの中心部近くのガバメント・ガーデンズにある地元の博物館とアートギャラリーである。博物館は、1908 年にオープンした元入浴施設の建物に入居しており、政府によるニュージーランドの観光産業への最初の主要な投資として有名である。温泉保養所は木骨造りの建物で、ニュージーランドで最も印象的なエリザベス朝復興様式の建物と呼ばれている。
博物館は現在、ニュージーランドの厳しい地震基準を満たしていないため、2016 年 11 月 18 日の時点で耐震補強工事のため休館中である。
ロトルア博物館は、1969 年に温泉保養所の南ウィングにオープンした。ロトルア・アートギャラリーは 1977 年に北棟にオープンした。1988 年には、博物館とギャラリーが統合されてロトルアの芸術と歴史についての博物館が形成された。
博物館はロトルア地区評議会によって運営されている。美術、写真、社会史、マオリ文化のタオンガの品々を集めたコレクションがある。

## ロトルアの地熱浴
この地域の初期のマオリ族は、1300 年代初頭に到着して以来、自然の地熱機能を利用してきた。また、この地域には湖、川、小川が豊富にあった。

## ギャラリー

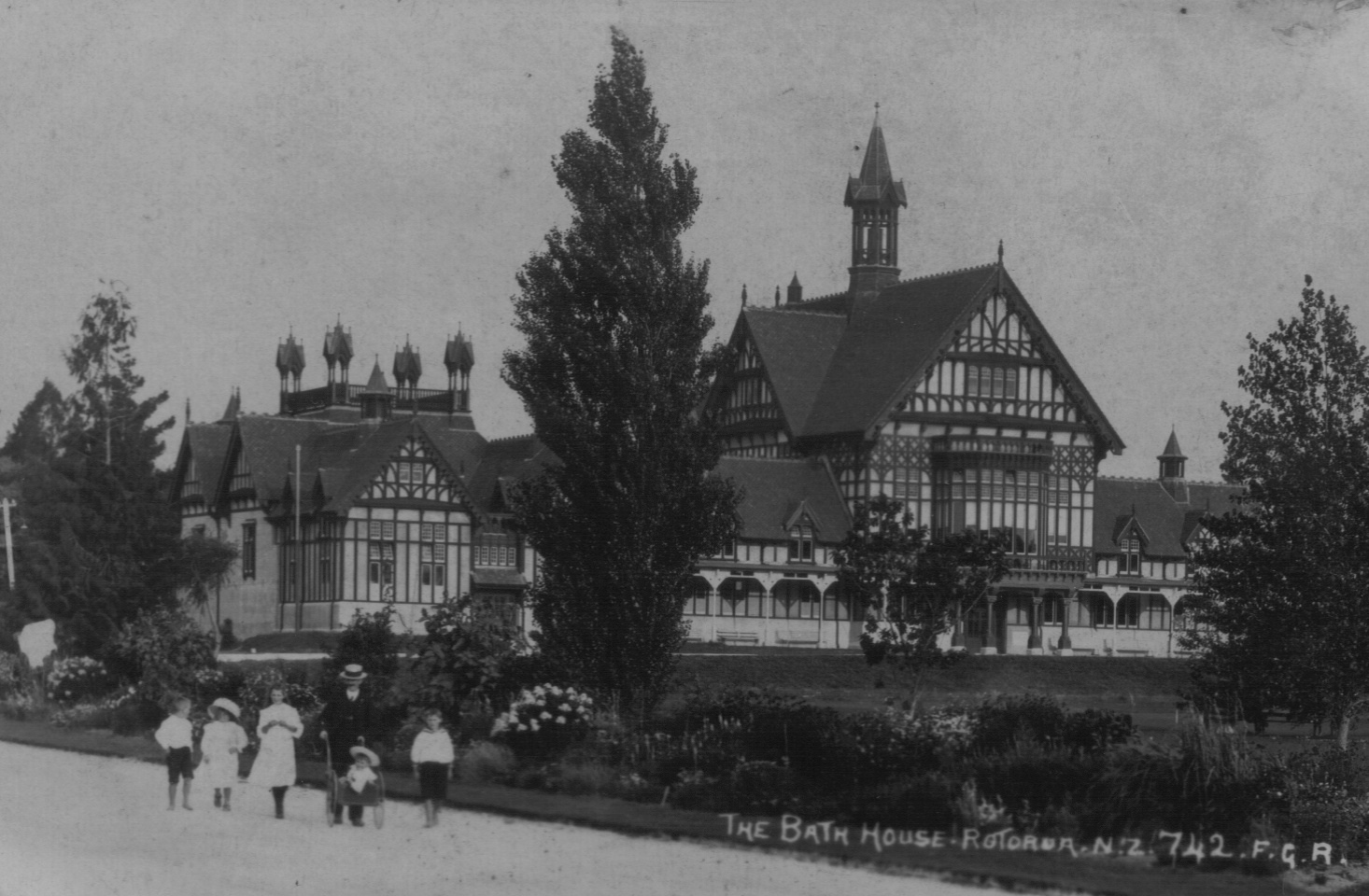
温泉保養所だった時代の資料館の歴史的景観.
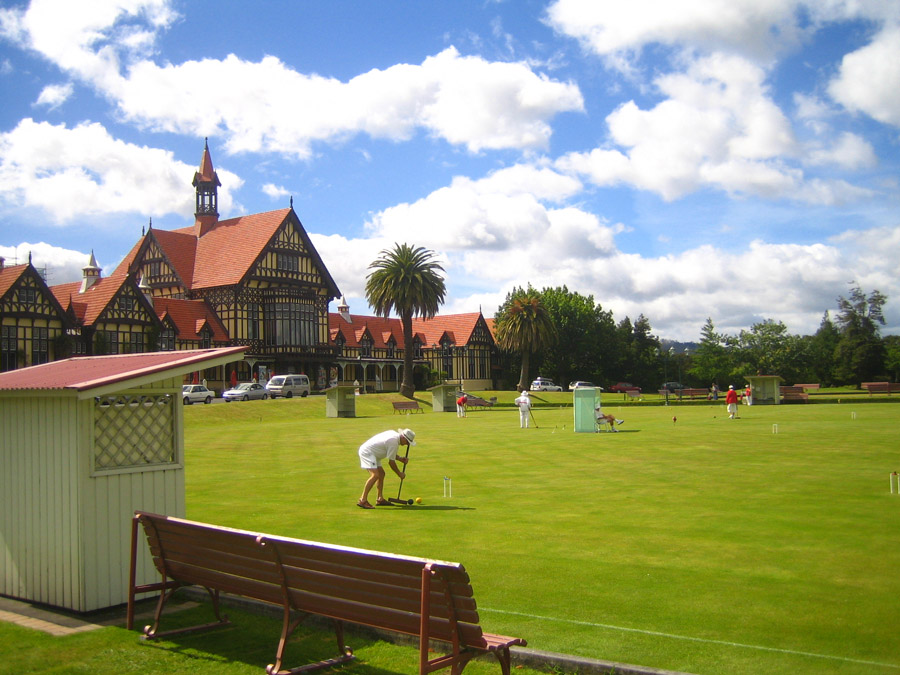
正面にクロケットの芝生 がある博物館の斜めからの景観.

### 博物館の絵画コレクション

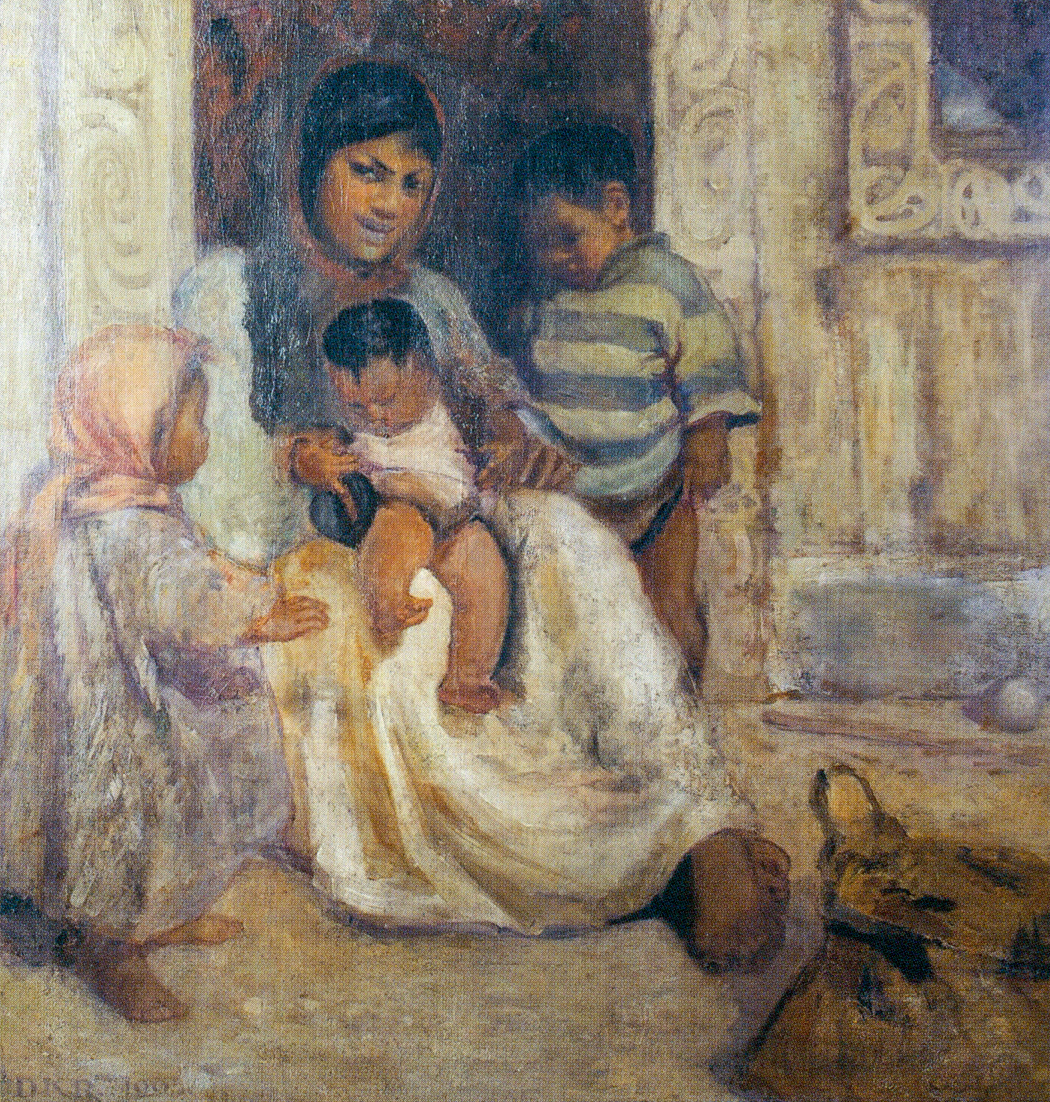
ドーラ・リッチモンド 子供と女性 (1905)
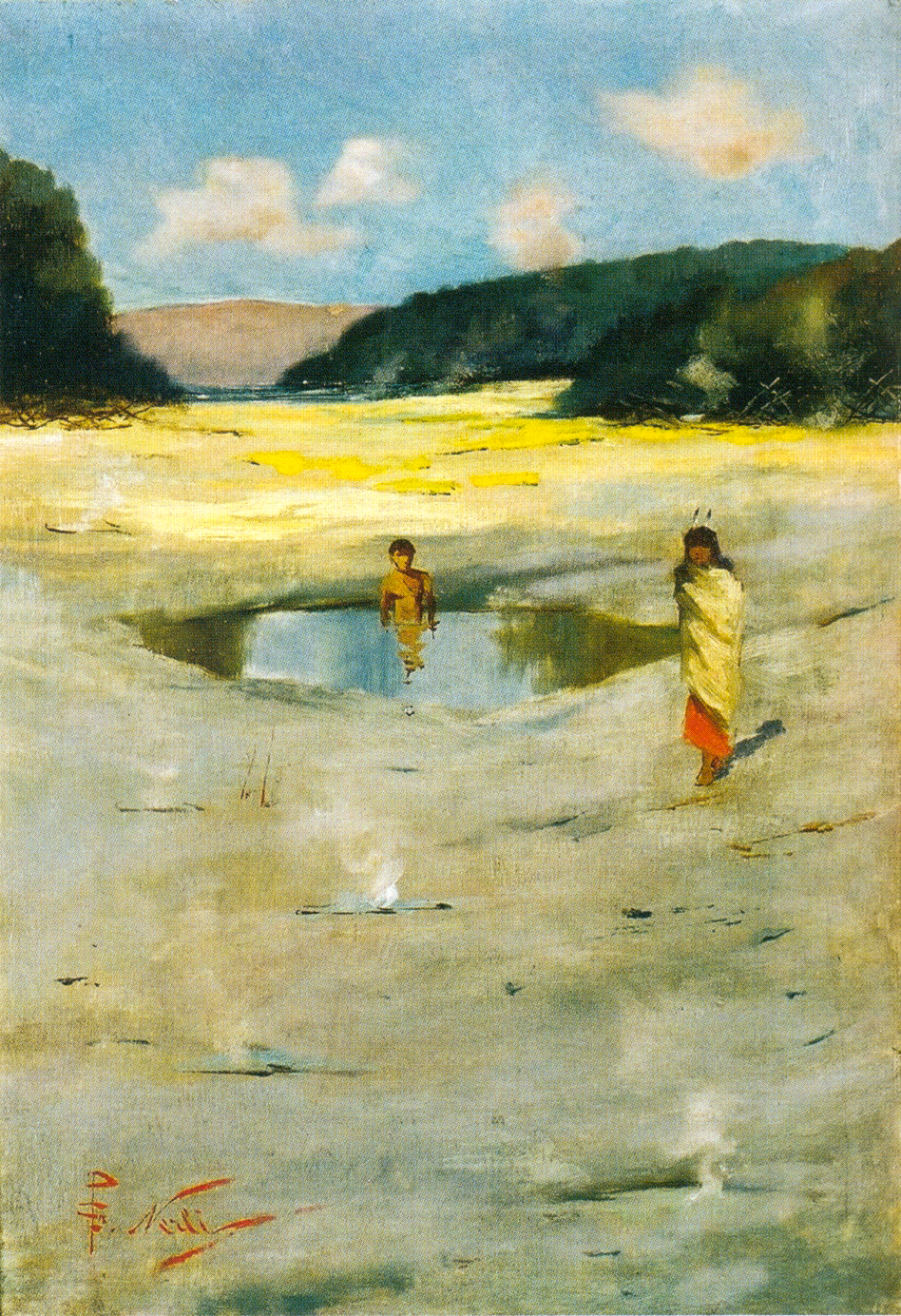
ジローラモ・ネルリ 温水池で遊ぶマオリの子供 (1897)
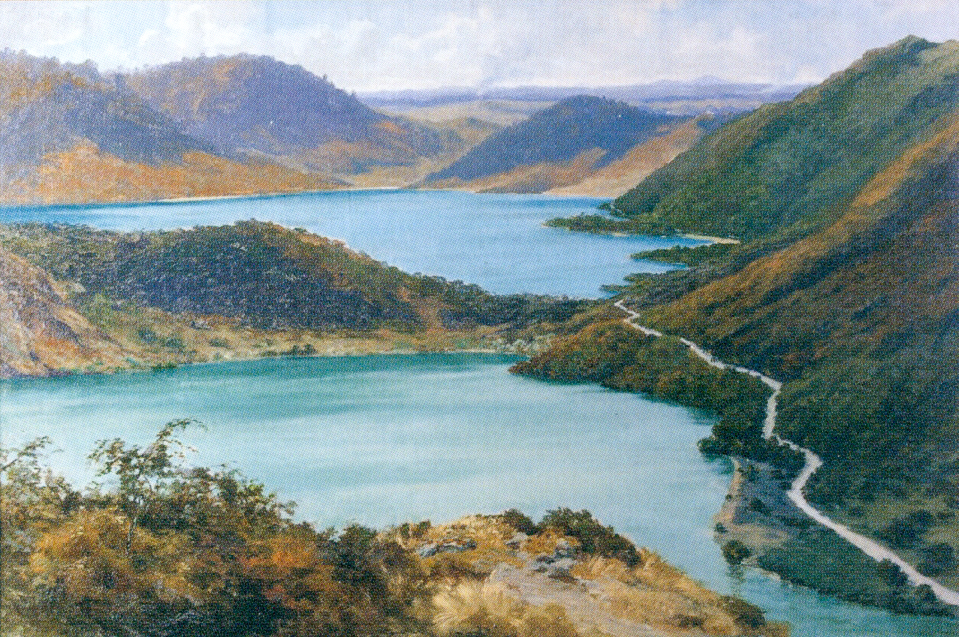
チャールズ・ヘンリー・ハワース ティキタプ湖とロトカカヒ湖
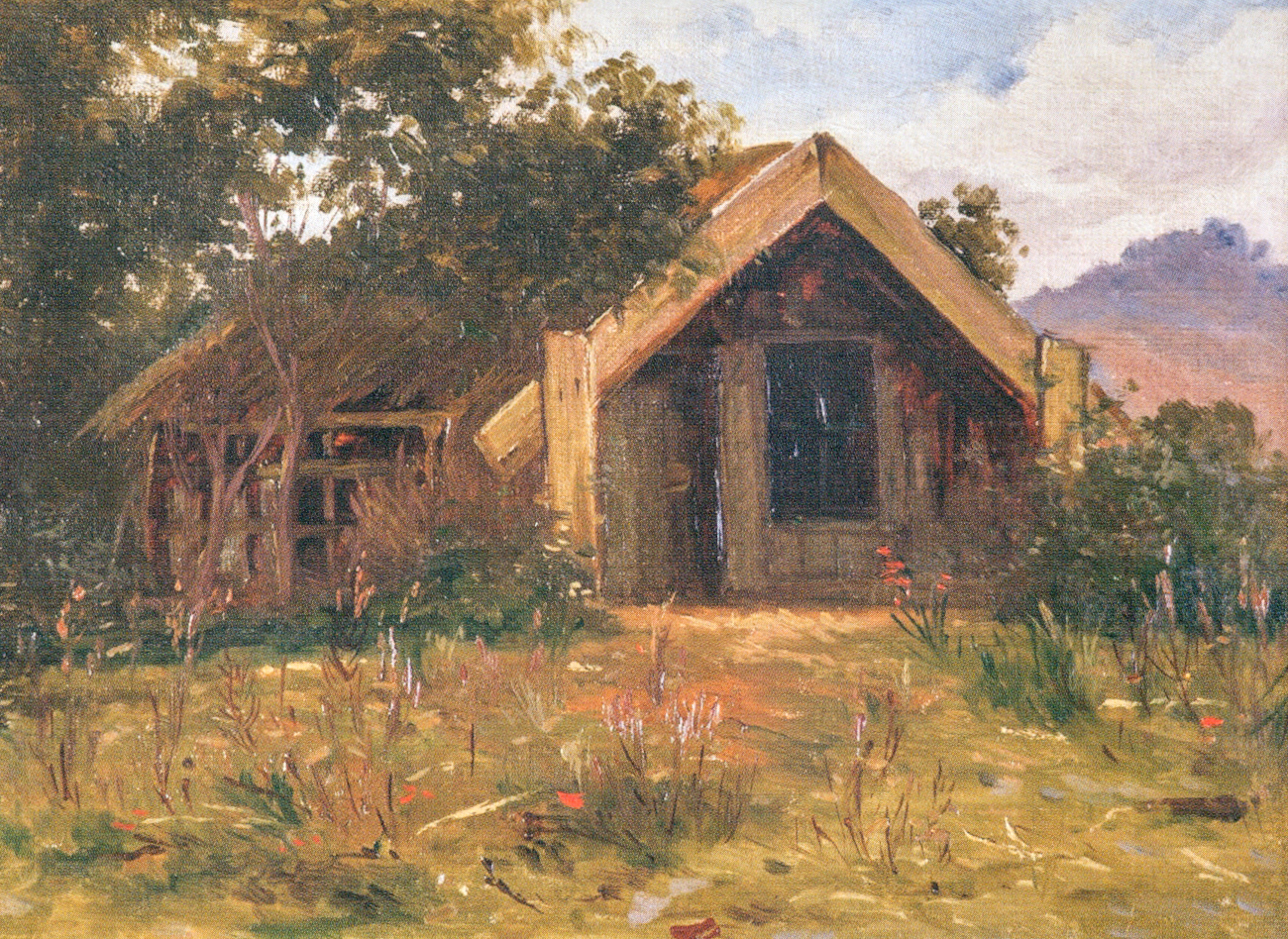
エドワード・ウィリアム・ペイトン ロトルア近くの廃屋 (c.1910)

## 発展的な資料
Rev. J.S. Neil (July–December 1913), “Brighter Britain”, Theosophical Path Magazine, pp. 19–25 & 90–98, ISBN 9780766180444 2012年3月16日閲覧。
Arthur S Wohlmann (1914), The Mineral Waters and Spas of New Zealand, Wellington: John MacKay, Government Printer